# Cristian Iacob
Cristian Iacob (n. 18 octombrie 1968, Galați, România) este un actor român de teatru și film.

## Teatrografie
- Migrena de Hanibal Stănciulescu, regia Radu Băieșu (1993) - Manolică, Pictorul
- Pescărușul de Anton Cehov, regia Cătălina Buzoianu (1993) - Konstantin Gavrilovici Treplev
- Peer Gynt de Henrik Ibsen, regia Ștefan Iordănescu (1994) - Peer Gynt tânăr, Topitorul de nasturi
- Don Quijote de Mihail Bulgakov, regia Laurian Oniga (1994) - Sancho Panza
- Cum vă place de William Shakespeare, regia Nona Ciobanu (1996) - Orlando
- Noaptea încurcăturilor de Oliver Goldsmith, regia Petru Vutcărău (1993) - Tony Lumpkin
- Bine, mamă, da' ăștia povestesc în actu' doi ce se-ntâmplă în actu 'întâi de Matei Vișniec, regia Nona Ciobanu (1997) - Orbul
- Trei jobene de Miguel Mihura, regia Răzvan Săvescu (1998) - Dionisio
- Sonata fantomelor de August Strindberg, regia Cătălina Buzoianu (1999) - Studentul Arkenholz
- Școala femeilor de Moliere, regia Alexandru Dabija (1999) - Horace
- Neguțătorul din Veneția de William Shakespeare, regia Tudor Chirilă (2000) - Lorenzo
- Popcorn de Ben Elton, regia Răzvan Săvescu (2001) - Waine
- Baal de Bertolt Brecht, regia Dragoș Galgoțiu (2002) - Baal
- 89.89 �fierbinte după '89, scenariu și regia Ana Mărgineanu* (2004) -
- Colonia îngerilor de Ștefan Caraman, regia Nona Ciobanu (2007) - Gavrilă
- Piele și cer de Dimitré Dinev, regia Dan Stoica (2008) - El

## Filmografie
- Lacrimi de iubire - (2005-2006)
- Îngerașii - (2008-2009)
- State de România - (2009-2010)
- Moștenirea - (2010-2011)
- Șobolanii roșii (1991)
- Privește înainte cu mînie (1993)
- Pepe & Fifi (1994) - Pepe
- Stare de fapt (1995)
- Eu sunt Adam (1996)
- Omul zilei (1997)
- Elita (2001) - Grecco
- Entre chiens et loups (2002) - Matov
- Dunărea (2003) - Rom
- Băieți buni (1 episod, 2005) - serial TV - Rotula
- Le domaine perdu (2005)
- „15” (2005) - Marinică
- Martor fără voie (serial TV, 1 episod, 2006)
- Trezește-te (2006) - Cristian
- Tinerețe fără tinerețe (2007) - Internul Oprișor
- Nod (2007)
- Cu un pas înainte (39 episoade, 2007-2008) - Cristian Romanescu
- Supraviețuitorul (2008) - șofer de taxi
- Nunta mută (2008)
- Lacrimi de iubire
- Îngerașii
- State de România
- Moștenirea
- Ghost Rider: Demonul răzbunării (2011) - Vasil, o cunoștință veche a Nadyei și prieten cu Carrigan
- Apostolul Bologa (2018) - Klapka
- Cardinalul (2019) - Samoilă Mârza
- Zăpadă, Ceai și Dragoste (2020)